# Tiếng Ese Ejja
Tiếng Ese Ejja (Ese’eha, Eseʼexa, Ese exa), cũng được biết đến như Tiatinagua (Tatinawa), là một ngôn ngữ Tacana của Bolivia và Peru. Ngôn ngữ này được nói bởi người Ese Ejja thuộc mọi lứa tuổi. Các biến thể gồm Guacanawa (Guarayo/Huarayo), Baguaja, Echoja, và có lẽ cả một số ngôn ngữ đã tuyệt chủng như Chama, Chuncho, Huanayo, Kinaki, and Mohino.
Ese Ejja có các phụ âm tổng ra như /kʼ/ cũng như những khép âm vô thanh như /ɓ̥/.

## Các đặc điểm lịch sử, xã hội và văn hóa

### Sử dụng và phân bố
Tiếng Ese Ejja được nói tại vùng La Paz, Beni và Pando của Bolivia (trong tỉnh Iturralde, Ballivián, Vaca Diez và Madre de Dios) dọc theo sông Beni và sông Madre de Dioson, và trong vùng Madre de Dios và Puno của Peru. Theo Alexiades & Peluso (2009) thì có khoảng 1.500 người Ese Ejja, phân bố thành nhiều cộng đồng khác nhau tại Peru và Bolivia. Người Ese Ejja tại Bolivia được chia thành hai thị tộc: Quijati ở quanh vùng Riberalta; và Hepahuatahe ở vùng Rurenabaque. Crevels & Muysken (2009:15) viết rằng tại Bolivia có 518 người nói tiếng Ese Ejja (từ bốn tuổi trở lên), và do đó đây là một ngôn ngữ đang bị đe dọa. Một vài tên khác của ngôn ngữ này là Ese'eha, Chama và Warayo; Chama là tên địa phương có ý mỉa mai. Guarayo cũng là tên của một loại ngôn ngữ Tupí-Guaraní. Tên Peru ngôn ngữ Ese Ejja (Guacanahua, Echoja, Chuncho) được nói dọc theo sông Madre de Dios và Tambopata và tại ba khu vực: Sonene, Palma Real và Infierno. Tiếng Ese Ejja cũng đang bị đe dọa tại Peru, với chỉ 840 người nói ngôn ngữ này.